# Mariakyrkan, Stralsund

Mariakyrkan (tyska: Marienkirche),  är en luthersk kyrkobyggnad i Stralsund, Tyskland. Mellan 1549 och 1647 var katedralen, med sitt höga torn, världens högsta byggnad. Kyrkan är nästan 100 meter lång och har en valvhöjd på 32,5 meter.